# Koninkrijksspelen

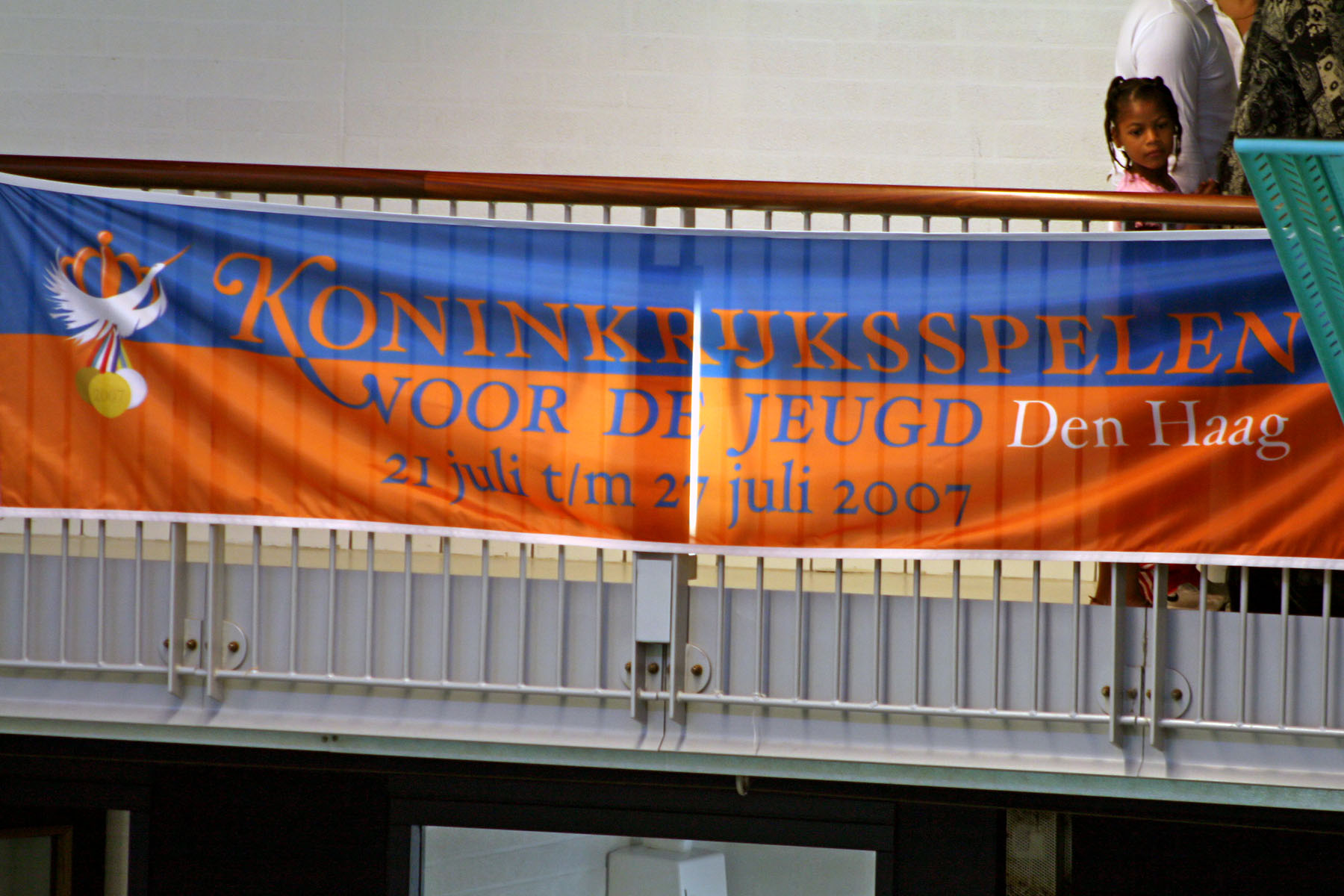
Vlag tijdens de Koninkrijksspelen van 2007.

De Koninkrijksspelen (Engels: Kingdom Games, Papiaments: Weganan di Reino) was een sportevenement dat werd gehouden tussen de jeugd van de landen die onderdeel zijn van het Koninkrijk der Nederlanden. Bij de laatste spelen in 2009 waren dat Nederland, de Nederlandse Antillen en Aruba.
Naast de sportieve strijd stonden ook respect en verbroedering centraal en het contact tussen verschillende culturen inclusief wederzijdse waardering en respect.
Curaçao en Sint Maarten zijn sinds oktober 2010 aparte landen en Bonaire, Sint Eustatius en Saba zijn "bijzondere gemeenten" van Nederland. De edities van 2011 en 2013 werden afgezegd, en medio 2014 werd besloten om de Koninkrijksspelen definitief te beëindigen.

## Geschiedenis van de spelen
De eerste Koninkrijksspelen werden in 1965 gehouden. Het was een poging om de delen van het Koninkrijk dichter bij elkaar te brengen (toen nog Nederland, Suriname en de Nederlandse Antillen). In 1975 werd Suriname onafhankelijk en deed niet meer mee aan de spelen. Aanvankelijk werden de Koninkrijksspelen jaarlijks gehouden, echter na de onafhankelijkheid van Suriname werd hiervan afgestapt. Tussen 1979 en 1983 vonden de spelen met de Nederlandse Antillen en Nederland plaats maar daarna zijn de spelen in de vergetelheid geraakt. In 1995 zijn de spelen onder leiding van Erica Terpstra weer opgericht om de jeugd van de verschillende landsdelen dichter bij elkaar te brengen.
Op 10 oktober 2010 kwam een einde aan de Nederlandse Antillen als zelfstandig land. Daarnaast sloten de nieuwe staatkundige verhoudingen niet aan bij de bestaande sportstructuur. Om deze redenen besloten de regeringen van de rijksdelen om de Koninkrijksspelen 2011 niet door te laten gaan. Nadat de overheden besloten hadden om ook de Koninkrijksspelen van 2013 niet door te laten gaan, besloten zij medio 2014 om de Koninkrijksspelen definitief te beëindigen.

## Plaats van de Spelen
De spelen vonden om de twee jaar op een andere locatie plaats:
- 1966: Suriname
- 1967: Nederlandse Antillen (Curaçao)
- 1968: Nederland (Utrecht)[6]
- 1969: Suriname
- 1970: Nederlandse Antillen (Curaçao)
- 1971: Nederland (Amsterdam)
- 1972: Nederlandse Antillen (Curaçao)
- 1973: Suriname
- 1974: Nederland (verschillende plaatsen)
- 1975: Suriname
- 1981: Nederland (Amersfoort)
- 1983: Nederlandse Antillen (Curaçao)
- 1995: Aruba
- 1997: Nederlandse Antillen (Curaçao)
- 1999: Nederlandse Antillen (Sint Maarten)
- 2001: Nederland (Rotterdam)
- 2003: Aruba
- 2005: Nederlandse Antillen (Curaçao)
- 2007: Nederland (Den Haag)
- 2009: Aruba
- 2011: Curaçao vond geen doorgang

## Populariteit
In de voormalige Nederlandse Antillen en op Aruba waren de spelen populair. In 2005 was het Ergilio Hato-stadion op Curaçao bijna uitverkocht tijdens de openingsceremonie. De populariteit in Nederland was een stuk lager. In 2007 vond de opening niet plaats in een stadion, maar op het Spuiplein.

## Koninkrijksspelen 2009
Op Aruba streden van 25 juni tot en met 1 juli 2009 de vertegenwoordigers van de drie landen (Nederland, de Nederlandse Antillen en Aruba) in acht takken van sport:
- atletiek
- honkbal
- judo
- synchroonzwemmen
- softbal
- taekwondo
- voetbal
- zwemmen

De sterkte van het Nederlandse team werd telkens aangepast aan die van de andere teams, omdat het niveau van de Nederlanders vaak hoger lag. Hierdoor kwam het voor dat Nederland aantrad met regionale teams of jongere deelnemers.